# Verdensmester
|  | For den sovjetiske film fra 1954, se Verdensmester (film fra 1954) |
Verdensmester er som navnet angiver et bevis på, at man er verdens bedste inden for noget helt specifikt. Det kan være sport, deriblandt fodbold, håndbold o.l., eller man kan få en titel som verdens bedste fysiker, f.eks. 
Verdensmestrene findes ofte ved verdensmesterskaber, hvor man dyster om sejren. Det mest prestigefyldte verdensmesterskab at vinde, er utvivlsomt verdensmesterskaberne i fodbold. 
Men der bliver også holdt mesterskaber i andre discipliner, såsom f.eks. SMS-skrivning, langdistancetisning og mest obskurt. Verdensmesterskaberne i dumhed.